# アンリ・ルシアン・ジュメル
アンリ・ルシアン・ジュメル（Henri Lucien Jumelle 、1866年11月25日 - 1935年12月6日）はフランスの植物学者である。

## 略歴
ウール＝エ＝ロワール県のドルーで生まれた。パリ大学理学部で植物生理学を研究した後、1894年からマルセイユ大学の植物学の教授を務めた 。1898年から1916年の間、マルセイユの植民地博物館・植物園（Musée colonial et du Jardin botanique ,Marseille）の副園長、園長を務めた。
農学にも強い関心を持ち、植物栽培に関する多くの著作を行った。分類学の分野では、マダガスカルで働いた植物学者、ペリエ・ド・ラ・バティ（Joseph Marie Henry Alfred Perrier de la Bâthie）と協力し合い、多くのマダガスカルの新種植物を記載した。
1922年にフランス科学アカデミーの会員に選ばれた。
ラン科の植物の属名、Jumellea や、アオイ科の属名 Jumelleanthus などに献名されている。

## 著作
- Recherches physiologiques sur le développement des plantes annuelles, 1889.
- Le laboratoire de biologie végétale de Fontainebleau dirigé par Gaston Bonnier, 1890.
- Les cultures coloniales (8 volumes), 1901–1927.
- Les ressources agricoles et forestières des colonies françaises, 1907.
- Les plantes à tubercules alimentaires des climats tempérés et des pays chauds, 1910.
- Catalogue descriptif des collections botaniques du Musée colonial de Marseille : Madagascar et la Réunion, 1916.[4]